# Нотура строкатий
Нотура строкатий (Nothura maculosa) — птах, що належить до родини тинамо́вих (Tinamidae).

## Поширення
Зазвичай зустрічається у саванах, на сухих луках та пасовищах на висоті до 2300 м. Вид поширений у південно-східній Бразилії, Парагваї, Уругваї та північній Аргентині.

## Опис
Тіло сягає лише 24-25 см завдовжки. Верх тіла світло-коричневого забарвлення з чорними плямами та жовтими смугами. Груди коричневі з чорними прожилками. Горло біле. На голові є чорний вінець. Дзьоб жовтого кольору, ноги жовто-сірого або коричневого забарвлення.

## Спосіб життя
Основу раціону складають плоди та ягоди. У невеликих кількостях споживає безхребетних, квіти, насіння. Яйця висиджує самець. У кладці можуть бути до 6 яєць від різних самиць. На рік може бути до 6 кладок. Гніздо розміщується на землі. Інкубація триває 21 день.